# Dermestes tessellatocollis
Dermestes tessellatocollis là một loài bọ cánh cứng trong họ Dermestidae. Loài này được Motschulsky miêu tả khoa học năm 1860.